# ベクトル空間の双対系
数学の函数解析学周辺分野におけるベクトル空間の双対系（そうついけい、英: dual system）あるいは双対組 (dual pair; 双対対) は、付随する双線型形式（内積, pairing）を持つようなベクトル空間の対である。
ノルム線型空間の研究においてよく用いられる函数解析学的方法に、もとの空間とその連続的双対空間、すなわちもとの空間上の連続線型形式全体の成すベクトル空間（双対ベクトル空間）との関係性を調べるというものがある。双対対はこのような双対性の概念を一般化して、素性の良い双線型形式によって「双対性」が与えられる任意のベクトル空間の対を考えるものである。付随する双線型形式を用いて、半ノルムから極位相を定めると、ベクトル空間は局所凸空間（ノルム空間の一般化）になる。 

## 定義
同じ体 K 上の二つのベクトル空間（あるいはより一般に可換環 K 上の加群）X, Y および双線型形式 ⟨⟩: X × Y → K からなる三つ組 (X, Y, ⟨⟩) が双対対であるとは、
{\displaystyle \forall x\in X\setminus \{0\}\quad \exists y\in Y:\langle x,y\rangle \neq 0,}
{\displaystyle \forall y\in Y\setminus \{0\}\quad \exists x\in X:\langle x,y\rangle \neq 0}
を満たすときに言う。またこのとき、双線型形式 ⟨⟩ は X と Y との間に双対性を定めると言う。
- 二つの元 x ∈ X, y ∈ Y が ⟨x, y⟩ = 0 を満たすとき、x と y とは互いに直交すると言う。
- 二つの集合 M ⊂ X, N ⊂ Y が直交するとは、それらが元ごとに直交すること、すなわち M の任意の元と N の任意の元とが必ず直交することを言う。

## 例
ベクトル空間 V とその代数的双対空間 V* は双線型形式
{\displaystyle \langle x,f\rangle :=f(x)\qquad (x\in V,f\in V^{*})}
に関して双対対を成す。これによって定まる標準内積 (canonical pairing) ⟨⟩: V × V* → K を自然対 (natural pairing) とも呼ぶ。
局所凸位相線型空間 E とその位相的双対空間（連続的双対空間）E′ は双線型形式
{\displaystyle \langle x,f\rangle :=f(x)\qquad (x\in E,f\in E')}
に関して双対対を成す（証明にはハーン・バナッハの定理が必要）。
双対対は成分に関して対称的に定義されるので、任意の双対対 (X, Y, ⟨⟩) に対して、
{\displaystyle \langle \rangle ':(y,x)\to \langle x,y\rangle }
で定まる双線型形式 ⟨⟩′ によって (X, Y, ⟨⟩′) もまた双対対を定める。
数列空間 E とその β-双対 Eβ は双線型形式
{\displaystyle \langle x,y\rangle :=\sum _{i=1}^{\infty }x_{i}y_{i}\qquad (x\in E,y\in E^{\beta })}
に関して双対対を成す。

## 注意
双対対 (X, Y, ⟨⟩) に付随して、X から Y* への単射が
{\displaystyle x\mapsto (y\mapsto \langle x,y\rangle )}
と置くことによって得られる。Y から X* への単射も同様に定められる。
特に X, Y の何れか一方が有限次元ならば、この写像は線型同型になる。